# Britta Beyer
Britta Beyer (geboren um 1682 in Schweden; gestorben Dezember 1741 in Amsterdam) war eine niederländische Magd, „Prophetin“ und Autorin einiger pietistisch-chiliastischer Schriften.

## Leben
Britta Beyer wurde um 1682 in Schweden geboren. Sie war die Tochter von Elisabeth Ahman aus Västeras, nahe Stockholm. Bereits in jungen Jahren wird Britta Beyer in die Niederlande gekommen sein, selbst sagte sie dazu, dass dies in der Absicht geschah, sich vom Joch ihrer strengen Mutter zu befreien. Zunächst arbeitete sie in verschiedenen Haushalten in Amsterdam als Dienstmädchen. In dieser Zeit stellte sie ihren Glauben in Frage. Sie war im lutherischen Glauben erzogen worden, fühlte sich sündig, sah jedoch keinen Ausweg. Sie fühlte sich ständig vom Satan versucht. Als sie begann, Geld aus dem Haus, in dem sie wohnte, an Menschen zu verteilen, die es ihrer Meinung nach brauchten, kehrten ihr die örtlichen Pfarrer, die sie zuvor mit religiöser Beratung unterstützt hatten, den Rücken.
Um 1714 lernte Beyer den deutschen Astrologen und Heiler Johann Christophorus Ludeman (1683 bis 1757) kennen, als dieser sich zu jener Zeit in Amsterdam aufhielt. Sie verdiente ihren Lebensunterhalt, indem sie Kaffee und Tee aus ihrem Keller im Franse Pad servierte und gehörte einer Sektengruppe von sieben Frauen an, die sich regelmäßig im Overtoom trafen. Die Frauen betrachteten sich als auserwählte Gottes und suchten vor allem nach körperlicher Befriedigung ihrer spirituellen Bedürfnisse. Ein Anführer wie Ludeman war ihnen sehr willkommen. Gemeinsam beschlossen Ludeman und Beyer durch die Republik zu reisen, um Broschüren und Medikamente zu verkaufen. Dabei agierten sie als radikale, pietistische Hochstapler, die die Ängste und Leichtgläubigkeit ihrer Klientel ausnutzten. Nach der Reise kehrten sie nach Amsterdam zurück und Ludeman zog bei Beyer ein, obwohl er offiziell noch immer mit Dorothea Straesburg verheiratet war, die im Ausland lebte.
In mehreren notariellen Urkunden ist festgehalten, dass Dorothea Straesburg mit ihren Töchtern im Jahr 1720 zu ihrem Mann zurückkehrte, obwohl er sie regelmäßig misshandelte. Dies vermutlich, weil sie an seinen prophetischen Gaben zweifelte. Die Familie zog in ein Haus an der Rozengracht, jedoch kehrte kein Frieden in der Beziehung ein. Schließlich zog Britta Beyer bei ihnen ein und Dorothea Straesburg wurde in ihrem eigenen Haus verbannt. Ludeman schlief mit Beyer, vollzog offen alle möglichen erotischen Handlungen mit ihr und missbrauchte Dorothea bis zu offenen Blutungen. Laut Ludeman war sie ein Werkzeug Satans und verdiente als solches eine Strafe. Beyer und Ludeman forderte die Töchter außerdem dazu auf, ihre Mutter körperlich zu bestrafen. Dorothea Straessburg verließ mit den Kindern und einigen Besitztümern das Haus im Jahr 1721. Danach wurde es um Beyer und Ludeman zunächst ruhig. Sie begannen mit dem Aufbau ihrer medizinisch-astrologischen Praxis. Zwei Jahre später veröffentlichte Britta ihr Werk „Middernachtskroon“, in der sie in apokalyptischen Begriffen über die Ereignisse berichtete und mit Verweis auf die Endzeit versuchte, die Taten der „wiedergeborenen“ Beyer und Ludeman in den Jahren zuvor zu rechtfertigen.
Eine zweite Abhandlung „De gekroonde morgenstond“ erschien 1727. In ihrem exzessiven Religionswahn entfesselt sie als Auserwählte des Herrn, chaotisch und streitsüchtig, eine Lawine von Vorwürfen auf allerlei religiös inspirierte Gegengruppen in Amsterdam. Sogar dem hermetischen poetischen Spiritualisten Willem van Swaanenburg wurde es zu viel. Er lebte in der Nachbarschaft und hatte viele der Unruhen im Hause Ludeman aus nächster Nähe miterlebt. Van Swaanenburg schrieb als Reaktion auf das Werk von Beyer und auch auf die von Ludeman inzwischen veröffentlichte Abhandlung, die sein Agieren entschuldigen sollte, eine Dokumentation. Darin hatte er viele belastende Dokumente zusammengetragen, die den Bekanntheitsgrad von Beyer und Ludeman in der Republik immer weiter steigerten. Dies führte dazu, dass Ludeman als Quacksalber entlarvt wurde, es ihm jedoch später, nach seiner Promotion zum Doktor der Medizin in Harderwijk im Jahr 1728, ermöglichte, eine eigene astrologische Praxis aufzubauen.
Über Britta Beyer ist nach 1728 nichts weiter bekannt, außer dass sie bis zu ihrem Tod weiter bei Ludeman lebte. Dennoch taucht sie immer wieder in den zahlreichen Schriften auf, die im 18. und 19. Jahrhundert über Ludeman erschienen. Als Autodidaktin suchte Britta Beyer ihr Seelenheil in ihrer eigenen Auslegung der Bibel. Ihre Schriften haben etwas Herausforderndes und Kühnes, doch obwohl sie sogar Gegner ansprechen konnten, fehlte ihnen die Tiefe, um ihre Autorin zu einer herausragenden Prophetin zu machen.